# توني روبنسون (قسيس)
توني روبنسون (بالإنجليزية: Tony Robinson)‏ هو قسيس بريطاني، ولد في 25 أبريل 1956 في بيدفورد في المملكة المتحدة.